# Swaminathan Sivaram
Swaminathan Sivaram (Tamil Nadu, 4 de noviembre de 1946) es un químico de polímeros e inventor indio, creador de instituciones y ex director del Laboratorio Químico Nacional de Pune. Es conocido por su trabajo pionero en la alcalinización de haluros de alquilo terciarios con trialquilaluminio y la polimerización de olefinas y posee el mayor número de patentes estadounidenses de un indio que trabaja fuera de Estados Unidos. Es miembro de varias organizaciones profesionales importantes. El Gobierno de la India le concedió la cuarta condecoración civil más importante, el Padma Shri, en 2006, por su contribución a la ciencia india.

## Biografía

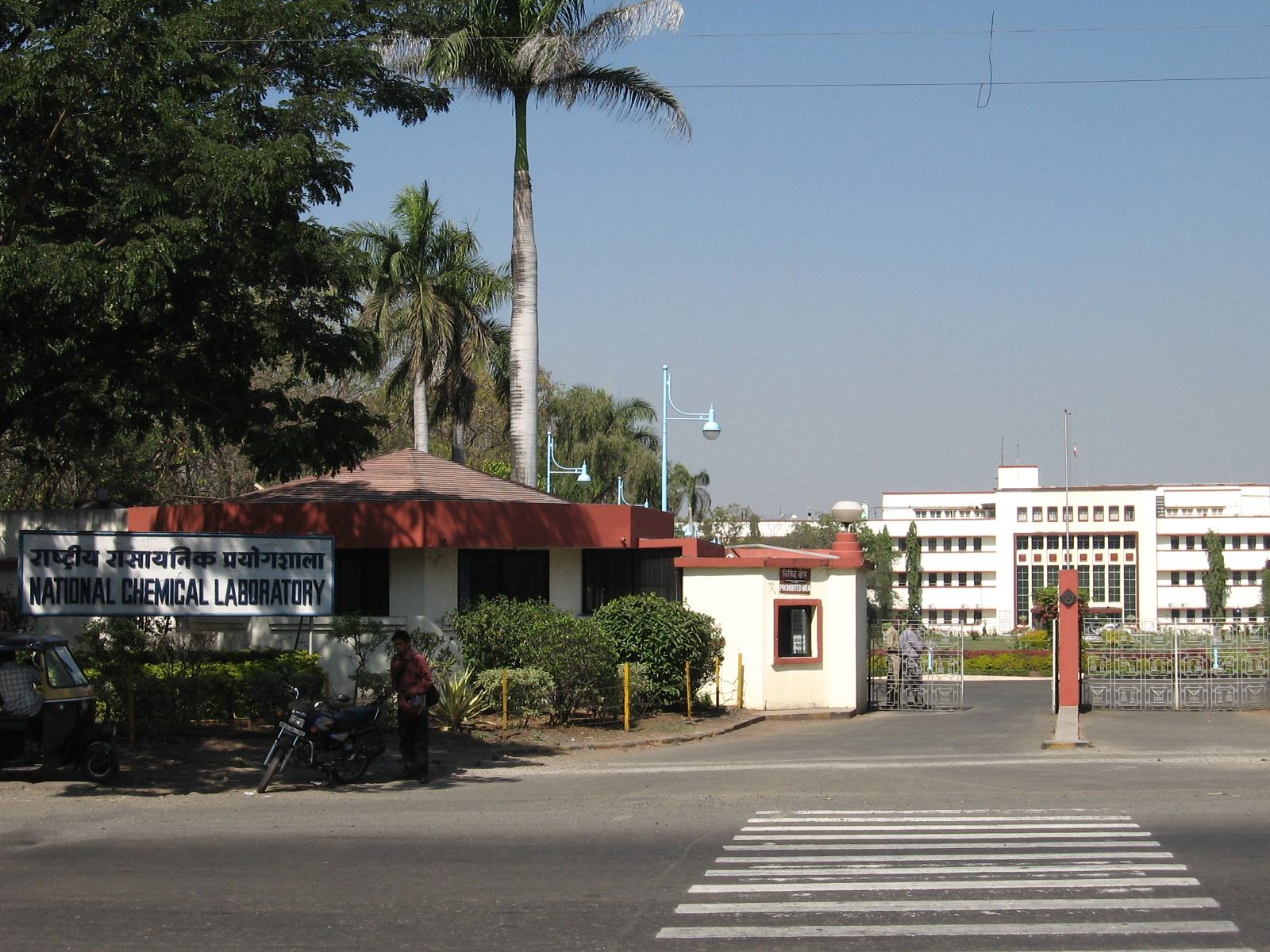
Laboratorio Químico Nacional.

Sivaram nació en el estado de Tamil Nadu, en el sur de la India, el 4 de noviembre de 1946. Sus primeros estudios universitarios fueron en el Madras Christian College, donde obtuvo el título de posgrado (BSc) en química en 1965, después de lo cual obtuvo su maestría (MSc) del Instituto Indio de Tecnología, Kanpur en 1967. Al mudarse a Estados Unidos, hizo su investigación doctoral con el Premio Nobel Herbert C. Brown en la Universidad de Purdue y obtuvo su doctorado (PhD) en 1972. Continuó en Estados Unidos durante dos años más y trabajó como investigador asociado en el Instituto de Ciencia de Polímeros de la Universidad de Akron, Ohio. Regresó a la India en 1973 y se unió a Indian Petrochemicals Corporation Limited (IPCL), Baroda como científico investigador, donde trabajó en varios puestos, como director de investigación y director general adjunto hasta 1988, cuando se trasladó al Laboratorio Químico Nacional (NCL). como Jefe del Departamento de Química de Polímeros. En 2002, fue ascendido a director de la institución y trabajó allí hasta su jubilación en 2010.
Sivaram ha sido profesor visitante en muchas universidades de la India y del extranjero. Fue científico visitante en la Universidad Blaise Pascal en 1991 durante septiembre-octubre. En 1993-1994, participó en el Instituto de Tecnología Química como profesor visitante semanal de ciencia y tecnología de polímeros de KSS Raghavan Chemical y trabajó en la Universidad de Burdeos en septiembre y octubre de 1995 como profesor invitado. También fue profesor invitado en la Universidad Libre de Berlín en mayo de 1999 y Profesor Visitante Distinguido Harold A. Morton en la Universidad de Akron en 2006.
Sivaram ha colaborado con el Gobierno de la India y sus diversos organismos autónomos y ha sido miembro del Comité Asesor Científico del Gabinete (SAC-C). También fue miembro del Grupo de Trabajo sobre el Sector Público del Ministerio de Industrias Pesadas y Empresas Públicas, del Consejo de Innovación sobre Productos Químicos y Petroquímicos del Ministerio de Productos Químicos y Fertilizantes y del Consejo de Administración de la Comisión de Petróleo y Gas Natural (ONGC). Fue vicepresidente de varios foros y sociedades científicas, como la Academia de Ciencias de la India de 2007 a 2012, la Academia Nacional de Ciencias de la India de 2004 a 2006, la Sociedad de Investigación Química de la India de 2005 a 2008 y la Sociedad de Investigación de Materiales de la India de 2004 a 2007. Ha formado parte del Consejo de Administración del Instituto Indio de Tecnología de Mumbai, del Instituto Indio de Educación e Investigación Científica de Pune y del Instituto de Tecnología Química de Mumbai. Ha formado parte del comité de selección del profesorado del Instituto Indio de Tecnología para sus institutos de Bombay, Kanpur, Chennai e Hyderabad y es miembro del Consejo Científico de Catálisis de la Academia Rusa de Ciencias, Moscú.

## Legado

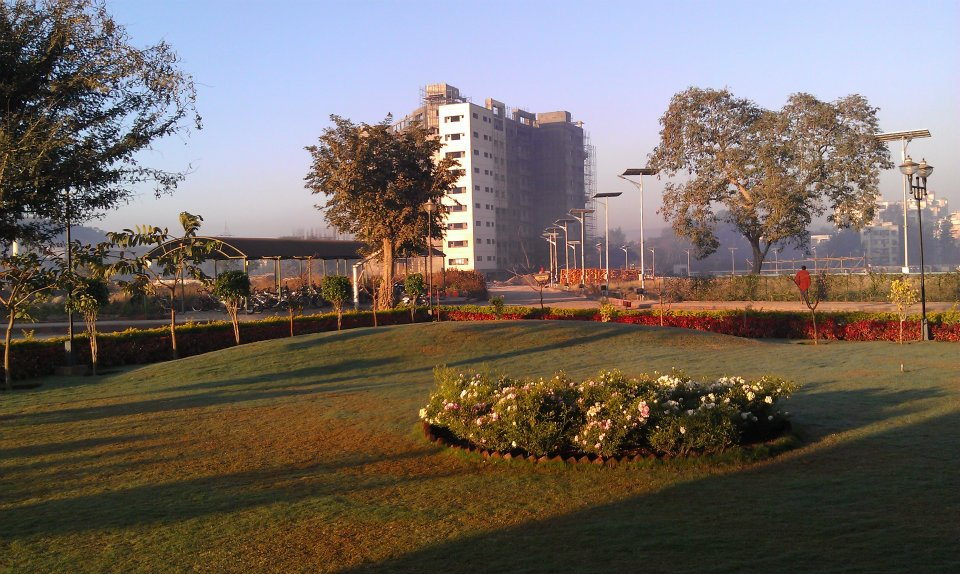
IISER Pune, Nuevo campus

Durante sus días en Estados Unidos, Sivaram se asoció con Herbert C. Brown y J. P. Kennedy y trabajó en la alquilación de haluros de alquilo terciarios con trialquilaluminio. Sus investigaciones junto con Kennedy han contribuido a ampliar la base de conocimientos sobre el mecanismo de la polimerización carbocatiónica y han conducido a las técnicas actuales de polimerización carbocatiónica controlada y viva. Sus investigaciones también han ayudado a crear nuevas propiedades en los polímeros y han arrojado más luz sobre la síntesis, la estructura y las propiedades de los materiales poliméricos. También ha trabajado en nanocompuestos de arcilla con capas de polímeros y ha conseguido sintetizar varios modificadores orgánicos de la arcilla para la preparación de nanocompuestos exfoliados de arcilla. El equipo dirigido por él en el Laboratorio Químico Nacional llevó a cabo una investigación sobre la polimerización de olefinas utilizando catalizadores Ziegler Natta que abrió una nueva escuela de investigación en el tema. Sus investigaciones están recogidas en más de 200 artículos publicados en revistas revisadas por pares; ResearchGate, un repositorio de conocimientos en línea, ha recogido 225 de ellos. Es autor de Living Anionic Polymerization of Methyl Methacrylate (Polimerización aniónica viva del metacrilato de metilo), un libro que detalla su investigación sobre la polimerización aniónica viva. También ha editado dos libros, Polymer Science, (2 volúmenes) y Macromolecular Symposia, volumen 240. Algunos de sus artículos también se han recopilado en un libro, Chemical vapor deposition: thermal and plasma deposition of electronic materials. Es titular de unas 100 patentes, de las cuales 50 están aprobadas en Estados Unidos. Es conocido por ser el titular del mayor número de patentes estadounidenses por parte de un indio radicado fuera de los Estados Unidos y muchos de sus inventos se han puesto en uso comercial en la India y en el extranjero. También ha guiado a 36 estudiantes en sus investigaciones doctorales.
Los esfuerzos de Sivaram son conocidos por la creación del primer centro de I+D sobre investigación petroquímica de la India en el NCL y por la transformación de la organización en un centro de investigación interdisciplinar. Es el fundador del Parque de la Innovación de NCL y de la Incubadora Tecnológica-Empresarial bajo la égida del Consejo de Investigación Científica e Industrial (CSIR). Participó en la creación de los Institutos Indios de Educación e Investigación Científica (IISER) y fue el director del proyecto durante la formación del IISER de Pune, en 2006. Es el presidente fundador del Venture Center (Centro de Desarrollo Empresarial), una iniciativa sin ánimo de lucro del Laboratorio Químico Nacional para promover la tecnología y las empresas basadas en el conocimiento para la India, y forma parte de su Consejo de Administración.

## Reconocimientos

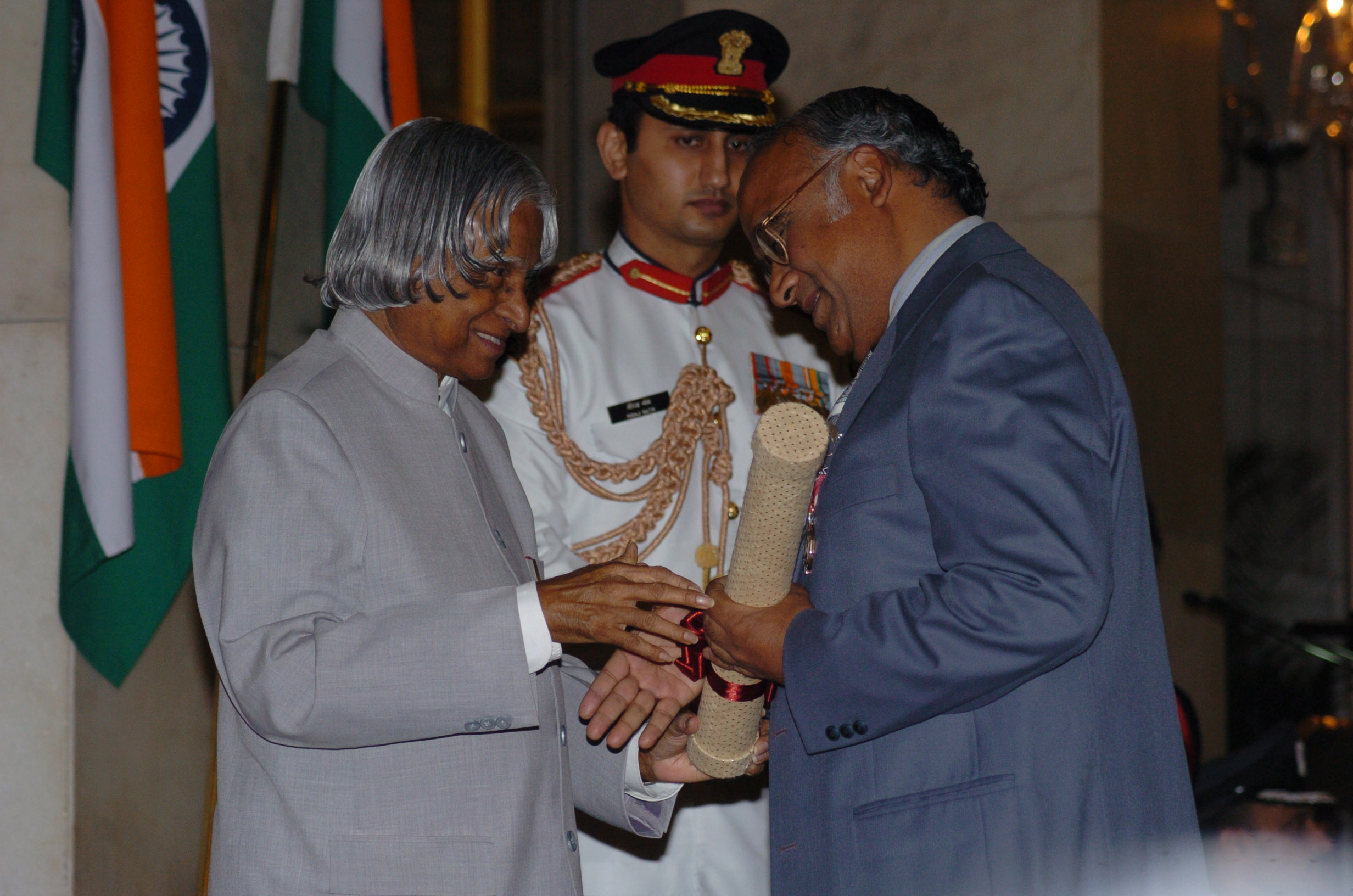
El Presidente, Dr. A.P.J. Abdul Kalam, presenta el Padma Shri al Dr. Swaminathan Sivaram, químico de polímeros, en una ceremonia de investidura en Rashtrapati Bhavan en Nueva Delhi el 29 de marzo de 2006

Sivaram, becario Bhatnagar del Consejo de Investigación Científica e Industrial, también es miembro electo de la Academia Nacional de Ciencias de la India, la Academia de Ciencias de la India, la Academia Nacional de Ciencias de la India, la Academia Mundial de Ciencias, la Unión Internacional de Ciencias Puras y Aplicadas . Química, Instituto Indio de Ingenieros Químicos y la Academia Nacional de Ingeniería de la India .
En 1987, Sivaram recibió el Premio de Investigación Industrial VASVIK por la investigación industrial aplicada. Al año siguiente, la Society of Polymer Science lo seleccionó para el Premio del Jubileo de Plata del Profesor M. Santappa y compartió el Premio Om Prakash Bhasin de 1995 con G. Madhavan Nair y Prem Shanker Goel. La Federación de Cámaras de Comercio e Industria de la India (FICCI) le otorgó su honor anual de Ciencias Físicas en 1996 y la Asociación India para el Cultivo de la Ciencia le otorgó el Premio Profesor SR Palit en 1997.  El Instituto Indio de Tecnología, Kanpur, su alma mater, le otorgó el Premio al Alumno Distinguido de 1998. Recibió la Medalla de Plata de la Sociedad de Investigación Química de la India en 2002, seguida de la Medalla Chemcon RA Mashelkar del Instituto Indio de Ingenieros Químicos en 2003, el mismo año en que recibió la Medalla Vishwakarma de la Academia Nacional de Ciencias de la India.
El Gobierno de la India lo incluyó en la lista de honores del Día de la República de 2006 para la concesión civil del Padma Shri y en 2010, la Universidad de Kurukshetra le otorgó el Premio Goyal de Ciencias Aplicadas del año 2007. El mismo año, recibió el Premio al Científico de Materiales del Año de la Sociedad de Investigación de Materiales de la India. También recibió la Medalla del Milenio de la Asociación del Congreso de Ciencias de la India y la Medalla de oro KG Naik de la Universidad Maharaja Sayajirao de Baroda.

## Artículos (selección)
- S. Radhakrishnan, B. T. S. Ramanujam, A. Adhikary and S. Sivaram (2007). «High Temperature Polymer-Graphite Hybrid Composites for Bipolar Plates: Effect of Processing Conditions on Electrical Properties». J. Power Sources 45 (1093): 702-707. Bibcode:2007JPS...163..702R. doi:10.1016/j.jpowsour.2006.08.019.
- U. Subramanyam; S. Sivaram (2007). «Kinetics of Hexene-1 Polymerization using N,N diisopropyl benzene 2,3, 1,8 naphthyl 1,4 diazabutane Dibromo nickel I Methylaluminoxane (MAO) Catalyst system». J. Polym. Sci. A 45 (1093): 1093-1100. doi:10.1002/pola.21852.
- R. Gnaneshwar; S. Sivaram (2007). «End-Functional Poly (methyl methacrylate) s via Group Transfer Polymerization». J. Power Sources 45 (2514): 2514. Bibcode:2007JPoSA..45.2514G. doi:10.1002/pola.22013.
- T. E. Sandhya, C. Ramesh and S. Sivaram (2007). «Copolyesters Based on Poly (butylenes terephthalate) s Containing Cyclohexyl and Cyclopentyl Ring: Effect of Molecular Structure on the Thermal and Crystallization Behavior». Macromolecules 40: 6906. doi:10.1021/ma071272q.
- M. G. Ohara, D. Baskaran and S. Sivaram (2008). «Synthesis of amphiphilic poly(methyl methacrylate-b-ethylene oxide) copolymers from monohydroxy telechelic poly(methyl methacrylate) as macroinitiator». J. Polym. Sci. A 46 (6): 2132-2144. Bibcode:2008JPoSA..46.2132D. doi:10.1002/pola.22548.
- S. R. Mallikarjuna; S. Sivaram (2008). «Polycarbonate – Clay Nanocomposites via in situ Melt Polymerization». Ind. Eng. Chem. Res. 49 (2217).
- R. Gnaneshwar; S. Sivaram (2010). «Addition of a Silyl Ketene Acetal to α,β-Unsaturated Cyclic Anhydrides». Synthetic Communications 40 (16): 2353-2363. doi:10.1080/00397910903243815.
- S. R. Mallikarjuna; S. Sivaram (2010). «Influence of Structure of Organic Modifiers and Polyurethane on the Clay Dispersion in Nanocomposites via in-situ Polymerization». J. Appl. Polym. Sci. 118 (1774).

## Conferencias
Sivaram ha pronunciado varias conferencias y discursos en premios: la Conferencia de la Fundación de Investigación AVRA, la Conferencia Conmemorativa de B. D. Amin del Consejo de Química de Mumbai, la Conferencia Conmemorativa del Dr. K.T. Achaya del Instituto Indio de Tecnología Química de Hyderabad, la Conferencia Conmemorativa del Fundador del Instituto Shriram de Investigación Industrial de Nueva Delhi, la Conferencia Distinguida de Petrotel del Instituto Indio de Tecnología de Kanpur, Kanpur, el discurso de Dhirubhai Ambani del Instituto Indio de Ingenieros Químicos de Mumbai, la Conferencia del Profesor K. K. Balasubramanian del Instituto Indio de Tecnología de Madrás, la Conferencia Conmemorativa de N. R. Kamath del Instituto Indio de Tecnología Química de Mumbai y el discurso del Profesor Kaushal Kishore del Instituto Indio de Tecnología Química de Mumbai. K. Balasubramanian Endowment Lecture del Instituto Indio de Tecnología de Madrás, N. R. Kamath Memorial Lecture del Instituto de Tecnología Química de Bombay y Professor Kaushal Kishore Memorial Lecture del Instituto Indio de Ciencias de Bangalore son algunas de las más destacadas. Ha sido ponente invitado en las reuniones de la Sociedad Química Americana de 1985, 92 y 94, en las Conferencias Internacionales sobre Polimerización Iónica (IUPAC) de 1995, 97, 99, 2001 y 2005, en el Congreso Mundial de Polímeros de 2000, en el Congreso de Europolímeros de 2001 y en las conferencias sobre policondensación de 1997, 2002 y 2004. También ha pronunciado discursos de apertura en el Congreso Mundial de Polímeros de 2004, 2006 y 2011, en el Simposio Internacional sobre Materiales para Tecnologías Avanzadas celebrado en Singapur en 2005 y en el Simposio Trilateral India-China-Singapur sobre Avances en Nanociencias celebrado en Singapur en 2010.
Sivaram se asoció con las Conferencias Internacionales sobre Polimerización Iónica (IUPAC) para varias de sus conferencias, como el Congreso Mundial de Polímeros en 2000, 2003, 2004, 2010, 2011 y 2012 como miembro del Comité Organizador Internacional. Fue presidente del simposio internacional sobre polimerización iónica, India en 2005 y participó en la organización de los Polímeros en el Tercer Milenio de la Sociedad de la Industria Química en Montpellier en 2001, la Tercera Conferencia Internacional sobre Materiales para Polimerización Avanzada en Cracovia., Polonia en 2009, Simposio internacional "Polycondensation 2010" en la abadía de Rolduc, Países Bajos y el 2.º Congreso de Polímeros de la Federación de Sociedades de Polímeros Asiáticos en Beijing, en 2011.